# Fatima House w Sliemie
Fatima House, poprzednio Villa Betharram – willa z późnego okresu XIX wieku, stojąca przy 65, Triq il-Kbira w Sliemie na Malcie. Zbudowana na zamówienie Alfonso Marii Galei, z przeznaczeniem na rezydencję mieszkalną dla rodziny Galea, dziś jest domem dla dziewcząt potrzebujących pomocy, znanym jako Fatima Hostel lub Fatima Working Girls' House.

## Historia
W czasach, gdy Malta była kolonią brytyjską, Sliema i okolice bardzo się rozbudowały. Brytyjczycy i Maltańczycy przemienili to miejsce z wioski rybackiej w tętniące życiem miasto z różnoraką architekturą. Najwybitniejsi Maltańczycy przejęli działki w okolicy, gdzie dziś stoi willa, i zbudowali domy o imponującej architekturze, symbolizujące ich pozycję.

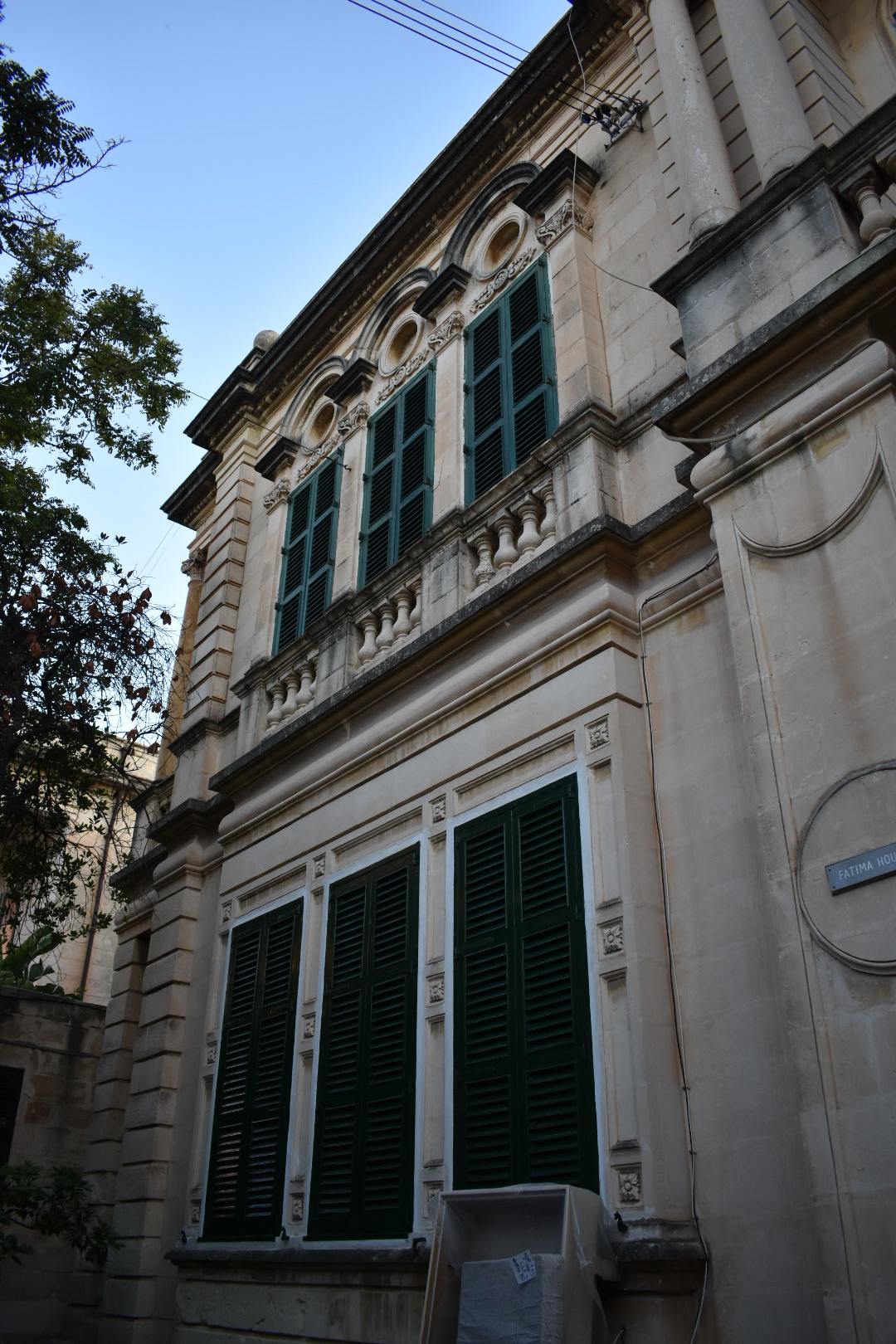
Detale fasady zaprojektowanej przez Zammita

Na początku XIX wieku teren, na którym teraz stoi willa, zakupił filantrop sir Alfonso Maria Galea (malt. is-Sur Fons Marija Galea), a przez decyzję wybudowania tam domu uruchomił "efekt domina" w kwestii budownictwa i wzrostu populacji na tym terenie. Do wykonania projektu willi Galea zatrudnił wiodącego architekta Francesco Zammita, który również nadzorował jej budowę, mając oko na detale, oczekiwania klienta oraz kontekst architektoniczny. Zammit wykorzystał "mieszankę" architektonicznych trendów czasów mu współczesnych oraz okresu brytyjskiego; wynikiem tego był projekt w stylu palladianistycznym. Zammit jest również autorem podobnego projektu, stojącej po sąsiedzku Villino Zammit. Prywatnie Zammit i Galea byli bliskimi krewnymi tej samej rodziny.
Budowa rezydencji została zakończona w roku 1895. Budowla została nazwana Villa Betharram, a w bliżej nieokreślonej przyszłości przemianowana na Villa Rathnapoora. Była wykorzystywana jako rezydencja dla samego Galei. Był on znaną i wpływową osobą, mającą bliskie powiązania z Kościołem. Często korespondował z wyższą hierarchią religijną oraz dawał znaczne dotacje.
W roku 1942, podczas II wojny światowej, pobliski kościół parafialny Stella Maris został mocno uszkodzony w czasie nalotu bombowego. Rodzina Galea udostępniła swój dom jako alternatywne miejsce odprawiania obrzędów religijnych do czasu odbudowania kościoła.
Córka Galei, Mary Xavier, wstąpiła do zakonu, i w tym czasie rodzina podarowała willę White Sisters, zakonowi, do którego Mary wstąpiła. Istniejąca krótko organizacja religijna założona została w roku 1957, kiedy dom został przekształcony w kościół, a zlikwidowana w roku 1960.
19 września 1957 roku, kiedy posiadłość przeszła w ręce sióstr, w Times of Malta ukazał się artykuł nagłaśniający donację. Budynek został opisany jako okazały dom, będący jedną z największych rezydencji w Sliemie. Podstawowy przedmiot darowizny, nieruchomość, miał służyć siostrom jako idealne miejsce na pracę nad ich powołaniem oraz jako rezydencja. Rodzina otrzymała podziękowanie za swoją hojność, będąc wymienioną z nazwiska. Gazeta pisała:

Okazały dom 'Betharram' na High street
 Sliema, była rezydencja Państwa A M
 Galea została wzięta przez White Sisters
 aby służyć jako dom nauki dla Zgromadzenia
 na Malcie.

Przeznaczenie budynku zostało zmienione po roku 1960, kiedy został on przekazany Siostrom św. Doroty, które zamieniły go w przytułek dla bezdomnych. Inicjatywa była poparta przez biskupa Malty Mikiela Gonziego, w celu dalszej pomocy starszym dziewczętom, które w młodszym wieku już były pod opieką instytucji kościelnych.
Na początku dom otrzymał pomoc od dwóch amerykańskich organizacji pomocowych: C.R.S. oraz American Relief Association (C.A.R.E.). Organizacje te przyjmowały darowizny od Amerykanów oraz Maltańczyków w postaci rzeczy i żywności, które później rozprowadzały. Około rok później, 29 stycznia 1961 roku, kiedy w domu zamieszkały w końcu podopieczne, został on zainaugurowany przez lady Grantham, żonę ówczesnego gubernatora Malty, co poprzedziło błogosławieństwo biskupa Gonziego. Ilość dziewcząt, mieszkających w domu, wzrosła z dwóch w roku 1960 do piętnastu w 1965.
Zmiana przeznaczenia domu okazała się być dobrym krokiem i schronisko dla nieletnich i młodych kobiet było wsparciem prowadzącym do późniejszego samodzielnego życia. W roku 1965 dom został przekazany Siostrom św. Józefa, kiedy przełożona prowincjalna Victoria Ramsey zaakceptowała zarządzanie domem. Sisters of St Joseph prowadziły dom przez 45 lat, do momentu, kiedy mała ilość powołań zakonnych wymusiła przekazanie hostelu w ręce innej organizacji katolickiej. W roku 2009 lub 2010 dom przeszedł w ręce Sióstr Urszulanek.
Od roku 1960 nazwa Fatima House pozostaje najczęściej używaną nazwą budynku. Od tego czasu klasztor jest również, tak jak i dom, nazywany Fatima Hostel lub Fatima Working Girls' House. Tak więc budynek jest używany zarówno jako rezydencja niektórych Sióstr Urszulanek, oraz jako schronisko dla bezdomnych dziewcząt i młodych kobiet.
Przez wszystkie lata od czasu rozpoczęcia działalności jako schronisko dla bezdomnych, budynek był subwencjonowany przez samorząd lokalny oraz nieodpłatne wykonywanie różnych prac przez prywatne firmy, jak też wspomagany kilkoma darowiznami od grup i osób indywidualnych z różnych środowisk. Dom był również przedmiotem studiów związanych z pracą socjalną na Malcie w tematach dotyczących dzieci, ubóstwa, bezdomności i uprzedmiotowienia kobiet. Zauważono, że pomiędzy innymi potrzebami podopiecznych domu przed rozpoczęciem przez nich samodzielnego życia, ważne jest otrzymanie pomocy w strefie uczuć emocjonalnych, związanych z ich trudnym dzieciństwem. Przez lata dom był wspomagany przez pracę wielu wolontariuszy, i wciąż ich potrzebuje. Siostry Urszulanki prowadzą stronę internetową w celu nawiązania kontaktu wyłącznie związanego z Domem.

## Architektura i ogrody

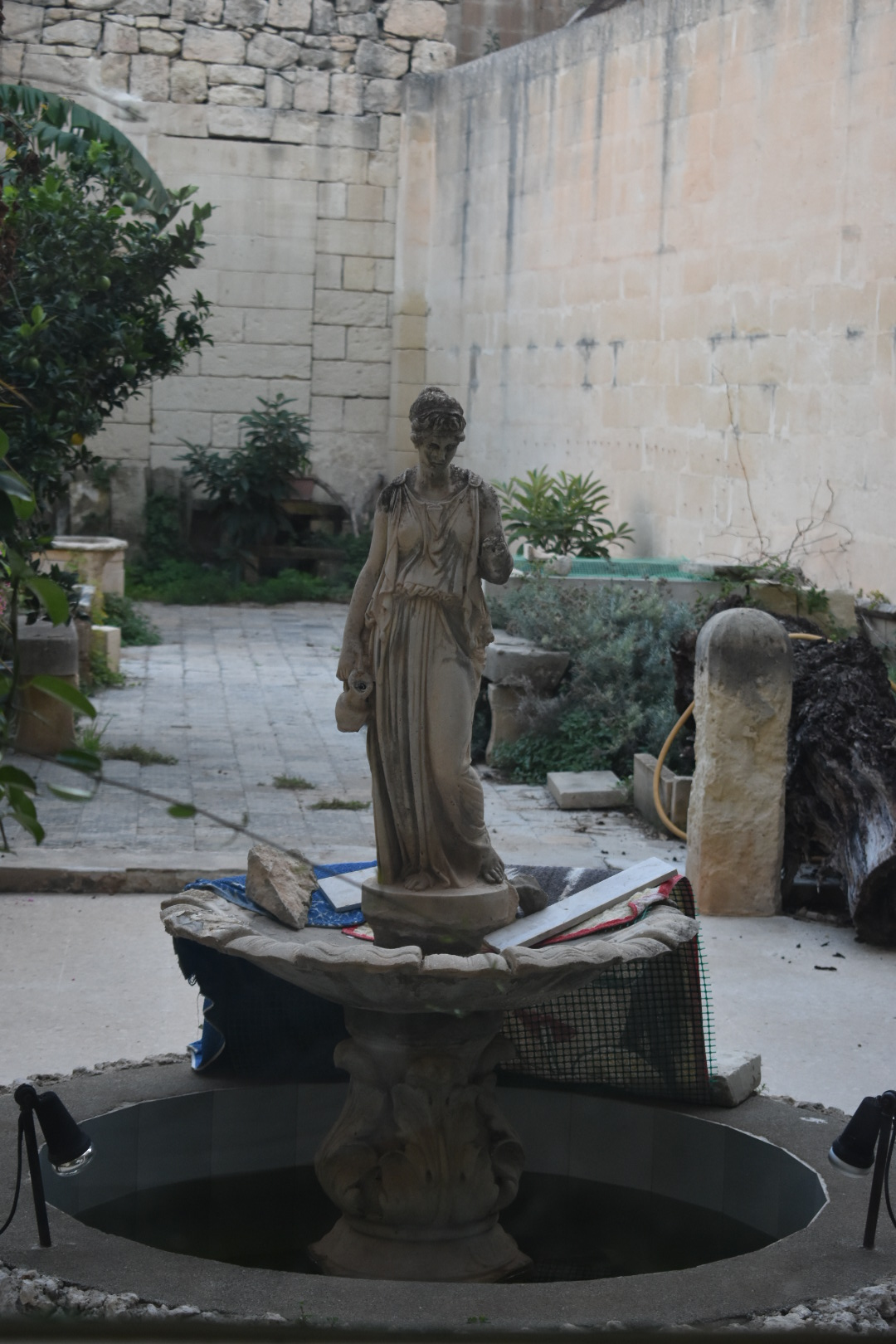
Fontanna w tylnym ogrodzie

Fatima House jest budynkiem o dwóch kondygnacjach. Został zaprojektowany jako obiekt wolnostojący. Budowla w stylu palladianistycznym z imponującą czterostronną fasadą jest wyjątkiem w Sliemie. Ta ostatnia charakteryzuje się masywnymi kolumnami na tarasie z każdej strony oraz wydatnym portykiem na pierwszym piętrze, ponad głównym wejściem. Budynek, jak większość na Malcie, ma płaski dach.
Willa, podobnie jak sąsiednia Villino Zammit, zakwalifikowana została przez Malta Environment and Planning Authority jako budynek zabytkowy 2. klasy.
Ten okazały dom jest uznawany za jeden z najwspanialszych budynków w Sliemie, jeden z najlepszych przykładów historycznych stylów architektonicznych, oraz jednym z najlepiej zachowanych w oryginalnym stanie budynków na tym terenie.
Wnętrze willi rozdzielone jest na część parterową, używaną do powszechnych celów mieszkalnych i rzadko dostępną dla ogółu, oraz część piętrową z dormitorium, która jest terenem prywatnym mieszkańców.
W budynku znajduje się też czynna kaplica.
Willa otoczona jest przez oryginalny maltański ogród z przodu, boków oraz z tyłu. Niektóre części ogrodu są widoczne z ulicy, lecz tylny ogród ma charakter bardziej prywatny. Jednakże w przeciągu czasu został otoczony współczesnym budownictwem mieszkaniowym. W ogrodzie frontowym znajduje się nisza z figurą Madonny z Lourdes. Główną atrakcją tylnego ogrodu jest fontanna z epoki, zwieńczona figurą świeckiej damy.